# Úmluva o azbestu
Úmluva o azbestu z roku 1986 je úmluva Mezinárodní organizace práce přijatá na 72. zasedání Mezinárodní konference práce.

Uzavřena byla v roce 1986 a v preambuli bylo uvedeno:
Bylo rozhodnuto o přijetí určitých návrhů s ohledem na bezpečnost při používání azbestu,...

## Ratifikace
K říjnu 2023 úmluvu ratifikovalo 35 států ze všech kontinentů.